# Chevrolet Beretta
La Beretta è un'autovettura mid-size prodotta dalla Chevrolet dal 1987 al 1996. Fu disponibile solamente in versione coupé due porte.

## Il contesto
La Beretta fu progettata nello stesso studio di progettazioni dove sono state disegnate la Camaro e la Corvette, cioè lo Chevrolet Exterior Studio 3. È stata assemblata a Wilmington, nel Delaware, e a Linden, nel New Jersey, insieme agli altri modelli che si basavano sul pianale L della General Motors (imparentato con la piattaforma N, usata da vetture come la Pontiac Grand Am, la Oldsmobile Cutlass Calais e la Buick Skylark), vale a dire la Chevrolet Corsica e la Pontiac Tempest. Quest'ultima venne però commercializzata solo in Canada. La Beretta è stata prodotta in diverse versioni, cioè "base", CL, GT, GTU, Indy, GTZ e Z26. Il modello era a trazione anteriore e aveva il motore montato anteriormente.
Nel 1990, una versione cabriolet della Beretta fece una comparsa alla 500 Miglia di Indianapolis come safety car. Inizialmente la General Motors annunciò l'intenzione di produrla in serie, ma il progetto non ebbe seguito.

## La vettura

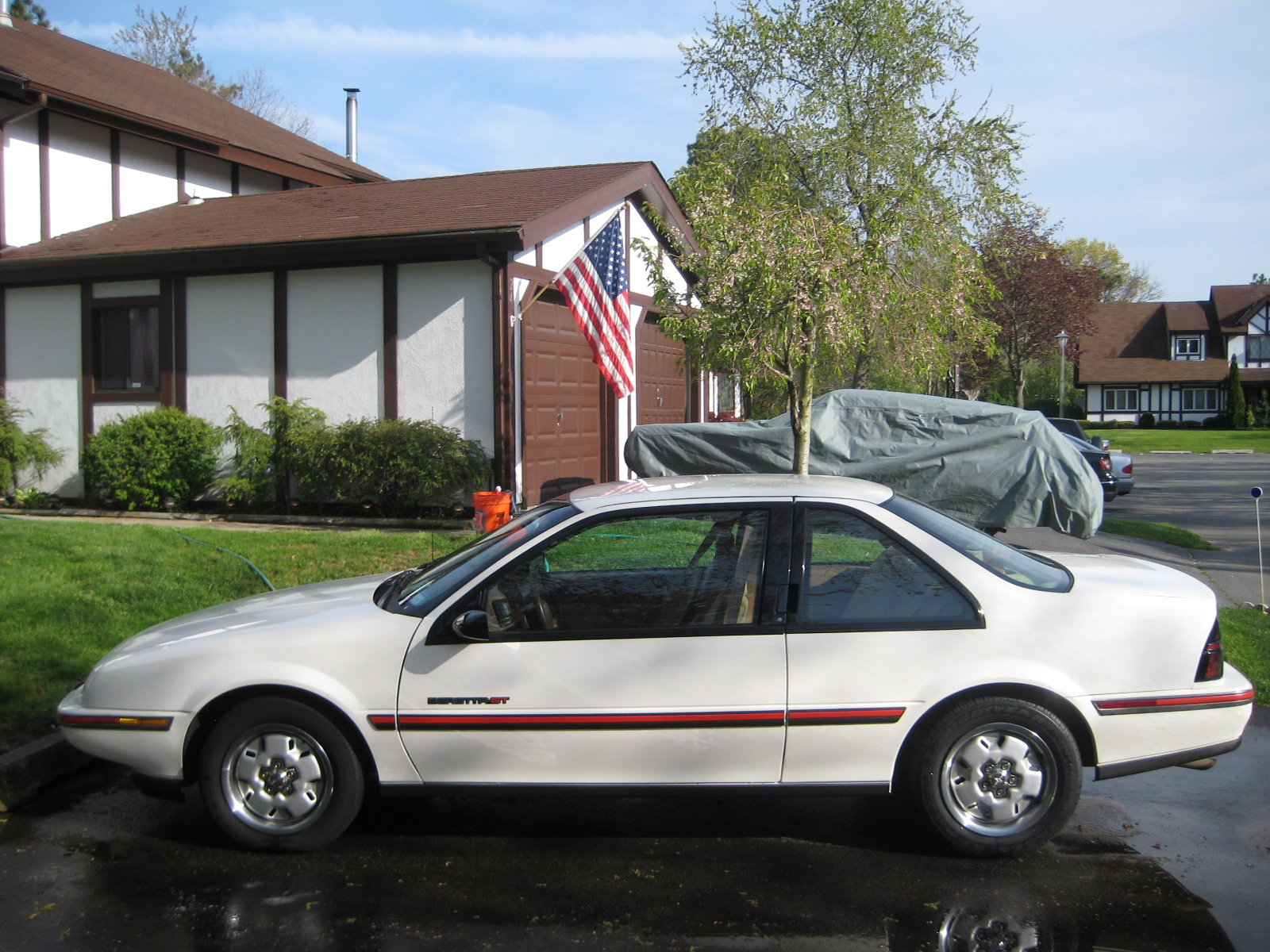
Chevrolet Beretta GT

La versione GT aveva installato un motore V6 da 2,8 L di cilindrata che sviluppava una potenza compresa tra 125 e 135 CV. Questa versione montava anche delle sospensioni Z51 con cerchioni da 15 pollici, e degli pneumatici Goodyear Eagle GT. Gli interni erano foderati con un tessuto speciale, ed era presente un volante sportivo.
La GTU fu disponibile dal 1988 al 1990. Le Beretta GTU (con pacchetto sospensioni FE7) vennero inviate alla Cars and Concepts dove erano equipaggiate da cerchioni in alluminio, uno spoiler posteriore, un allestimento su misura e delle decalcomanie. Con le sospensioni FE7, la GTU era in grado di raggiungere un'accelerazione laterale di 0,92 g sullo skidpad, e questo risultato era superiore a quello delle altre vetture della sua classe. Le GTU erano disponibili di colore nero, rosso e bianco.

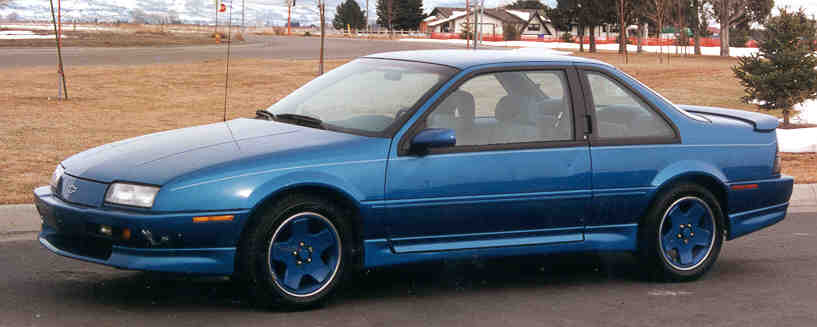
Chevrolet Beretta GTZ

L'allestimento GTZ, che sostituì l'allestimento GTU, fu la versione ad alte prestazioni della Beretta. Fu prodotto dal 1990 al 1993. Il motore installato era un Oldsmobile a quattro cilindri in linea da 2,3 L di cilindrata, che produceva una potenza di 180 CV e una coppia di 217 N•m. La GTZ possedeva anche delle sospensioni FE7 ad alte prestazioni e un cambio manuale Getrag 282 a cinque rapporti.
Il modello aveva un'accelerazione da 0 a 97 km/h di 7,6 secondi, e possedeva uno dei migliori comportamenti, tra le auto dell'epoca, quando era impegnata in slalom. La rivista Motor Trend sottolineò i difetti del motore Oldsmobile, che giudicò rumoroso, rigido e originatore di vibrazioni, oltre a che era tra i propulsori più ruvidi dell'epoca. All'inizio del 1991 diventò opzionale un motore V6 da 3,1 L, ma esso era disponibile solo con il cambio automatico 3T40 da tre rapporti. Quest'ultimo faceva però aumentare l'accelerazione da 0 a 97 km/h a 9 secondi, contro i 7,6 secondi dei modelli con cambio manuale e motore Oldsmobile. Questo propulsore da 3,1 L fu offerto di serie dal 1990 al 1992 sulle versioni GT, ma fu opzionale sulle altre.
Il 1991 vide degli aggiornamenti degli interni, che inclusero un nuovo cruscotto e una rinnovata consolle, oltre all'installazione dell'airbag lato guidatore.

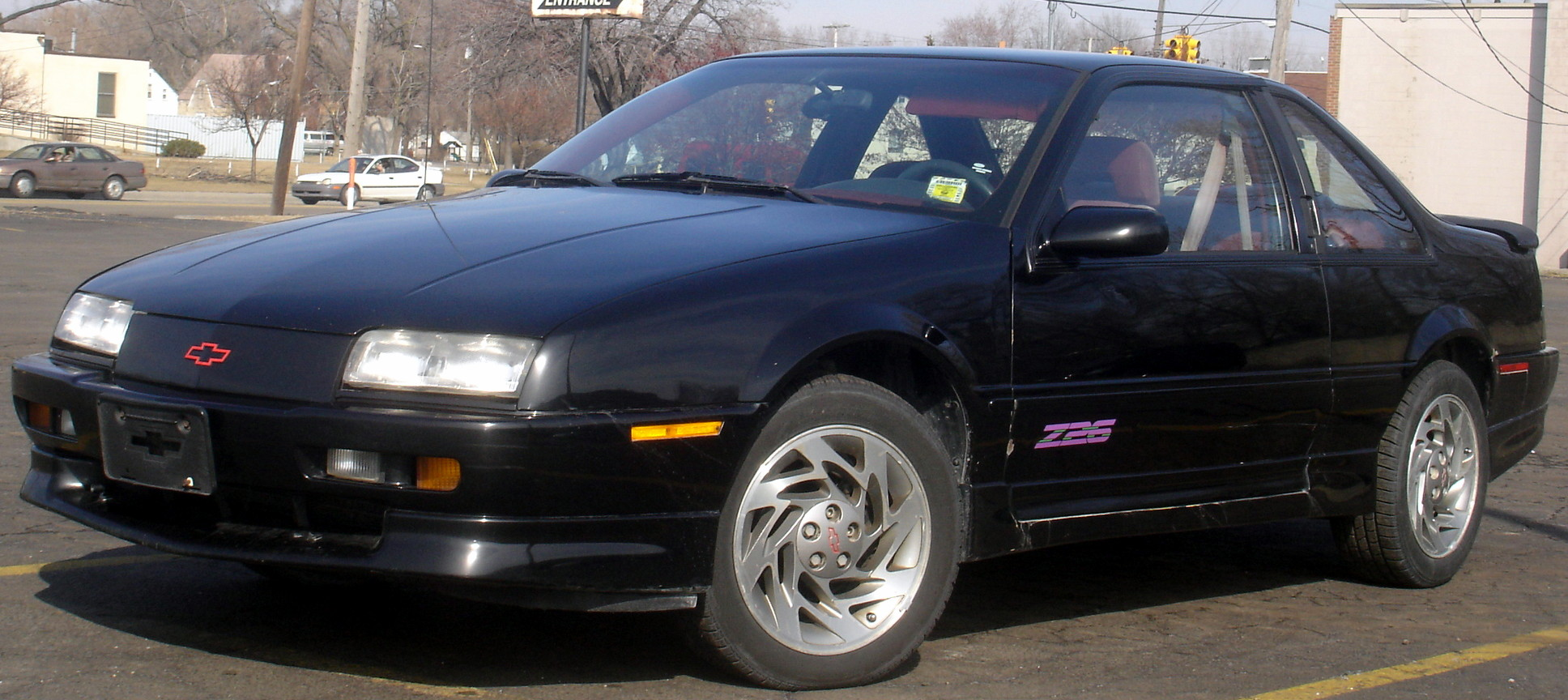
Chevrolet Beretta Z26

Nel 1994 la GT e la GTZ vennero sostituite dalla Beretta Z26, che fu collocata direttamente tra la Cavalier Z24 e la Camaro Z28. Il motore V6 da 3,1 L fu riprogettato e venne ribattezzato 3100 V6. Questo propulsore erogava ora 160 CV di potenza, quindi 20 CV in più rispetto al precedente, ed era disponibile solo con cambio automatico 4T60-E a quattro rapporti. Nel 1994 il motore Oldsmobile fu depotenziato, nel suo ultimo anno di produzione, di 10 CV. Il motore Oldsmbile era disponibile solo con il cambio manuale a cinque rapporti Getrag 282. Nel 1995 il motore 3100 V6 fu depotenziato di 5 CV, e ora sviluppava 155 CV. Queste caratteristiche furono confermate nel 1996.
La Beretta fu anche disponibile un motore a quattro cilindri in linea da 2 L.
Le vendite della Beretta calarono costantemente a causa della perdita di interesse che il mercato dimostrò verso i modelli a due porte. Nel 1996, la Chevrolet tolse dal mercato la Beretta e la Corsica. L'ultima Beretta uscì dalle catene di montaggio il 30 luglio 1996.

## Versioni

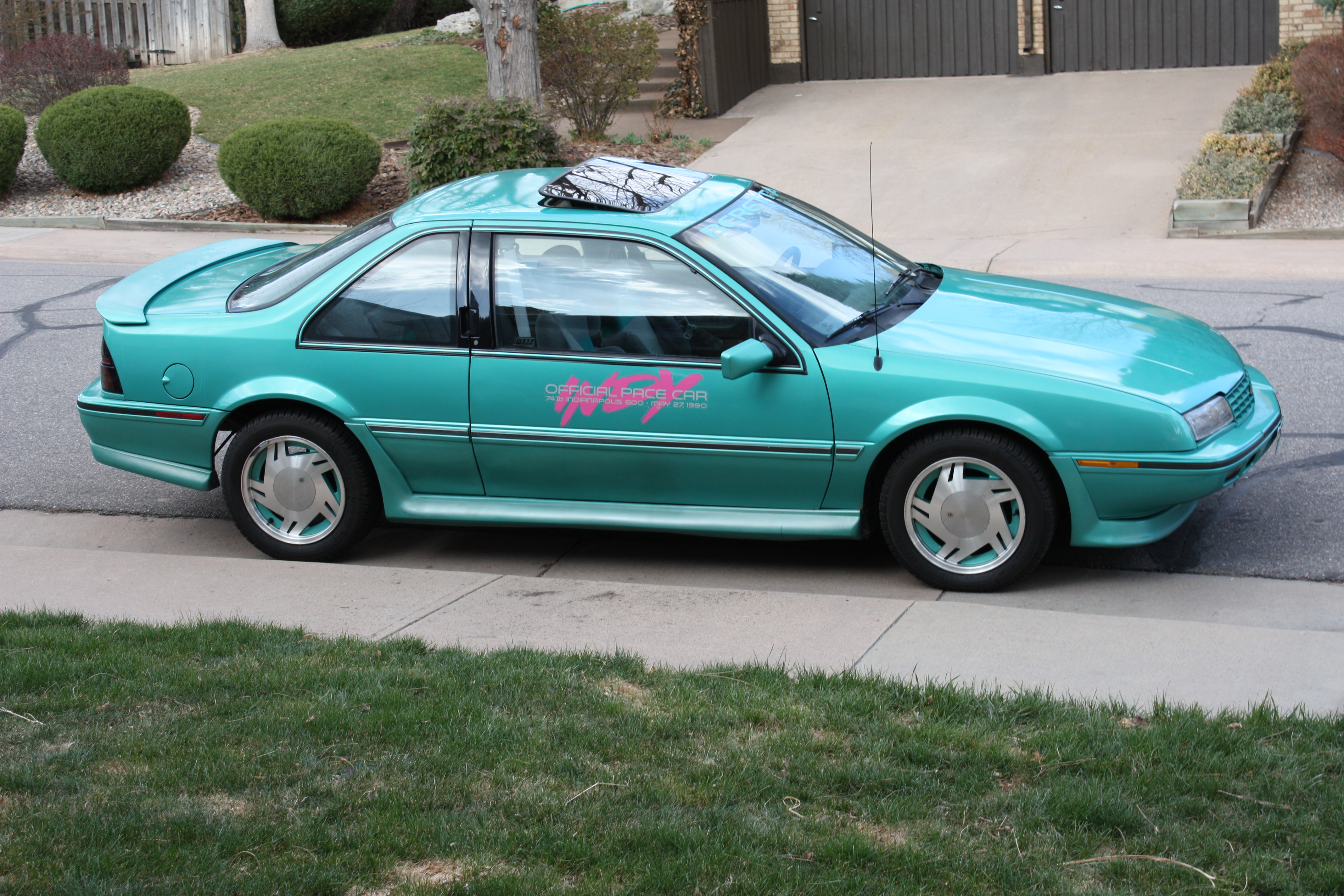
Chevrolet Beretta Indy

- Chevrolet Beretta IndyBase/CL: 1987-1996
- GT: 1988-1993
- GTU: 1988-1989
- Indy: 1990
- GTZ: 1990-1993
- Z26: 1994-1996

## I problemi legali legati al nome del modello
La General Motors fu in causa con la Fabbrica d'Armi Pietro Beretta per l'utilizzo del nome del modello. La disputa fu risolta nel 1989; la General Motors e la Fabbrica d'Armi Pietro Beretta si scambiarono dei regali simbolici. La prima donò alla seconda una Chevrolet Beretta GTU, attualmente conservata nello stabilimento Beretta di Gardone Val Trompia, mentre la Fabbrica d'Armi Beretta regalò alla casa automobilistica due pistole. Inoltre, la General Motors donò 500.000 dollari alla fondazione Beretta che si occupa della lotta contro il cancro.

## Le competizioni
La Beretta vinse il campionato SCCA Trans-Am Series del 1990 pilotata da Tommy Kendall e Chris Kneifel. Il mezzo era dotato di un propulsore V6 e come impianto frenante aveva quattro freni a disco. I cerchi erano forniti dalla BBS, mentre gli pneumatici erano di origine Goodyear. La carrozzeria era costituita da pannelli in fibra di vetro posti al di sopra di un telaio tubolare in acciaio.